# حارة المقبابة (مودية)

تعديل مصدري - تعديل

حارة المقبابة هي إحدى حارات حي 14-أكتوبر بمدينة مودية التابعة لمحافظة أبين، بلغ تعداد سكانها 1528 نسمة حسب تعداد اليمن لعام 2004.